# Gasthaus zum Rößle (Schelklingen)

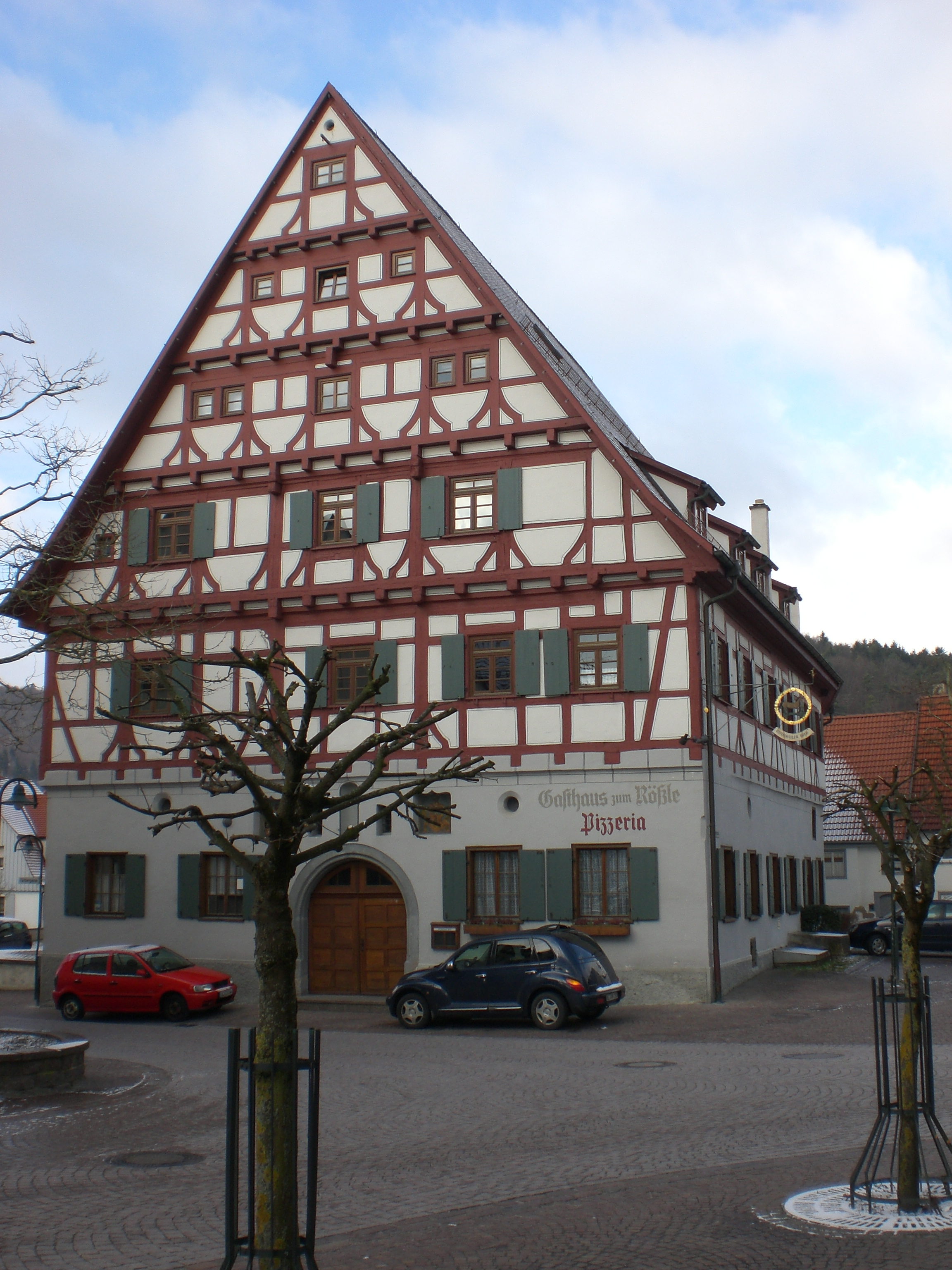
Gasthaus zum Rößle

Das Gasthaus zum Rößle ist eine Schank- und Speisewirtschaft in Schelklingen im Alb-Donau-Kreis in Baden-Württemberg. Ursprünglich diente es als Wohnhaus des Hans Reuß von Reußenstein, später als Wirtschaft zum Weißen Rössel.

## Lage
Das Gebäude liegt zentral in der Mitte der Stadt am Ende des breiten Straßenmarkts Marktgasse. Am Haus münden mehrere Straßen ein: die Stadtschreibereistraße von Norden, die Färbergasse von Süden, das Diehlesgäßle von Südwesten, die Langegasse von Westen als Verlängerung der von Osten kommenden Marktgasse. Der Schaugiebel ist der Marktgasse und damit dem Rathaus zugewandt. Zu dieser Wohnanlage gehörten ursprünglich eine große Scheuer und Stallung sowie weitere Nebengebäude in einem großen, mit einer Steinmauer eingefassten Hofraum.

## Baugeschichte
Als Erbauungszeit des Gebäudes wird das 16. Jahrhundert angenommen. Vorausgesetzt, es wurde von Hans Reuß von Reußenstein selbst erbaut, lässt sich die Erbauungszeit auf das letzte Drittel des 16. Jahrhunderts eingrenzen. Es handelt sich um einen sehr hohen, zweistöckigen Giebelbau, das Erdgeschoss aus Stein, die übrigen Geschosse aus Fachwerk mit einem rundbogigen, profilierten Portal aus Hausteinen. Über dem Portal in einer Figurennische befand sich eine Madonna, eine Holzskulptur des 18. Jahrhunderts. Auf beiden Seiten dieser Nische sind zwei Wappenfelder mit dem Wappen der Renner von Allmendingen (Allmendingen (Württemberg)) (Siebmacher-Wappen Nr. 116 in Liste schwäbischer Adelsgeschlechter) angebracht, einem steigenden schwarzen Ross. Auffällig ist, dass das Reußenstein’sche Wappen, ein steigender Bär, über dem Portal fehlt. Im Innern besitzt das Haus einen durchgehenden Mittelöhrn „mit mächtigem Kellerhals und tonnengewölbten Kellern“.
1819 gehörte zu dem Gebäudekomplex das Rößle mit Brauerei und Bierkeller, ein Stadel hinter dem Haus, ein südlich am Haus angebautes Waschhaus und Schweinestall, schließlich die Branntweinbrennerei; weiterhin ein westlich am Haus angebauter Holzschopf, der 1871 abgebrochen und durch ein dreistöckiges Gebäude mit Malzdörre und Branntweinbrennerei ersetzt wurde. Die 1873 neu erbaute Scheuer wurde nach 1945 zu Wohnungen umgebaut, das Waschhaus mit Branntweinbrennerei abgebrochen.
Zum Anwesen gehörte wohl schon von Anfang an die Scheuer bzw. der Stadel im Hof und die gemeinsame Ummauerung. Innerhalb der Stadt nimmt das Gebäude einen hervorragenden und zentralen Platz am Schnittpunkt von Marktstraße/Lange Straße und Stadtschreibereistraße/Färbergasse ein.

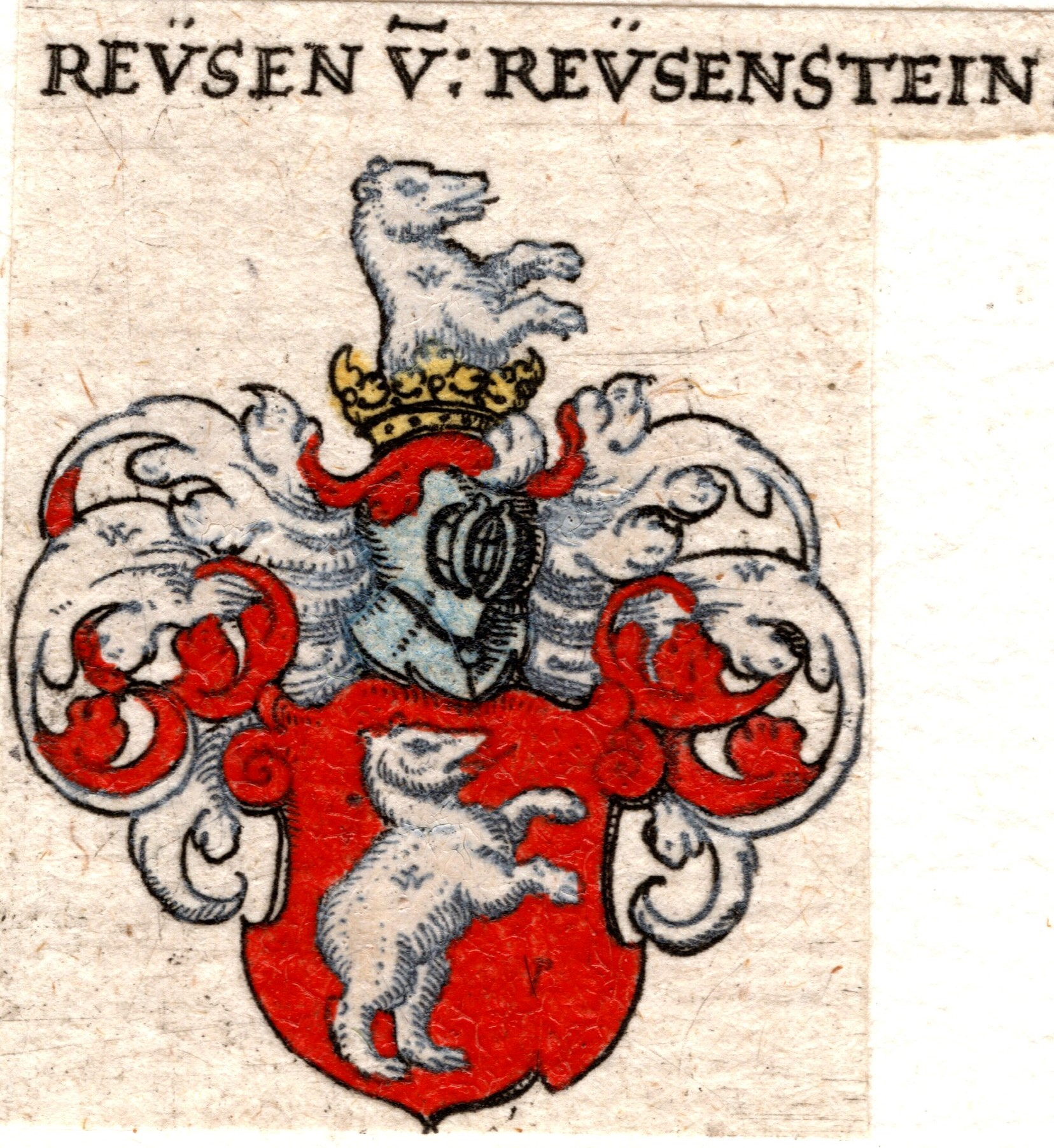
Wappen der Reußen von Reußenstein
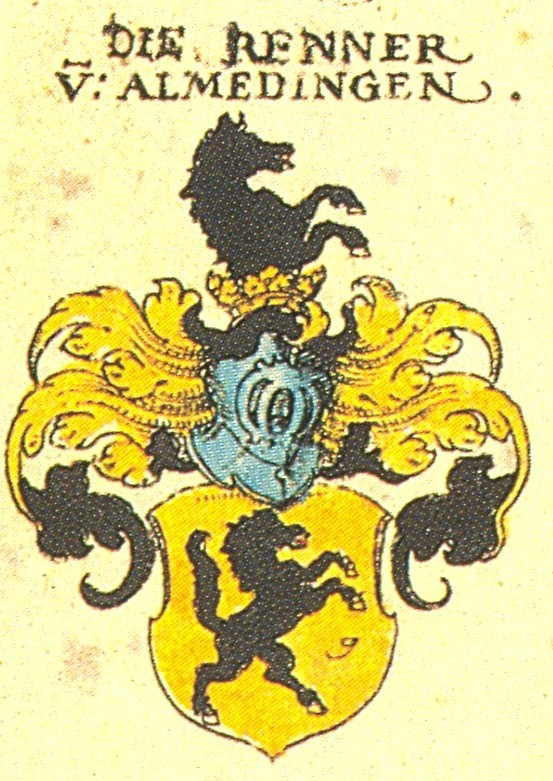
Wappen der Renner von Allmendingen

## Besitzer
Das jetzige Gasthaus zum Rößle gilt allgemein als Wohnsitz des Hans Reuß von Reußenstein (* 1539; † 6. April 1603), der als Letzter seines Geschlechts in Schelklingen starb und in der Stadtpfarrkirche begraben wurde. Dort sind zwei Grabplatten von ihm erhalten. Hans Reuß war mit Agatha, geb. Renner von Allmendingen (Württemberg) verheiratet und hatte mindestens eine Tochter namens Agatha. Seine Frau erscheint 1602 und 1621 im Schelklinger Taufbuch als Taufpatin, seine Tochter im Jahr 1608.
Da es um die Quellenlage des Hauses schlecht bestellt ist, können nur einige wenige Angaben gemacht werden. Es wird berichtet, dass um 1600 „die Junker von Reußenstein (…) ein Haus‚ am Platz gelegen, an den drei Orten samt seinem Einfang an der Gassen“, das heutige Rößle besaßen. 1625 „war das früher Reußische Haus im Besitz des Junkers Rudolf Schenk von Stauffenberg zu Bach (Erbach), der daraus 15 kr ins Kloster Urspring zinste.“ Um die Mitte des 17. Jahrhunderts wurde das Haus in eine Gastwirtschaft und Herberge mit Brauerei umgewandelt.
Beim Verkauf der Wirtschaft am 11. September 1672 durch den Besitzer (nicht Wirt) und Ratsverwandten Georg Wagner an Marx Aberdtshauser aus Weilheim in Oberbayern wurden die Zubehörden genannt. Wagner verkaufte seine „aigen thumbliche Behaußung Württschaft zum weißen Rößel, auch Stadel und anligender Hofraithe, Prewkeßel, 2 Prewhäffen, Waich Standen, Kidbrenten, Bierfäßer, sambt aller zugehör deß Prewwesen, so dermahlen vorhanden wie auch etwaß wenig ahn hauß räthlich Sachen und aller dar zugehorender gerecht: und gerechtsame und waß darauf an boden Zinß vnd wax stehendt zu entrichten“, um 825 fl.
Das „Weiße Rößel“ gehörte in der zweiten Hälfte des 17. Jahrhunderts dem Bürgermeister Georg Wagner, der die Wirtschaft durch seinen Schwiegersohn Christoph Eysell betreiben ließ. Christoph Eysell heiratete 1654 die Tochter Wagners, wurde öfters als „Bürger und Gastgeb“, „Gastgeb und Pürrbrew“ bezeichnet und starb 1671. Seine Frau starb bereits vor ihm 1669, worauf er im gleichen Jahr Maria Strobler heiratete. In diesem Zusammenhang steht wohl, dass Georg Wagner 1672 die Wirtschaft an Marx Abertshauser verkaufte. Dieser wiederum veräußerte 1695, kurz vor seinem Tod, die „Herberg zum weissen Rösslein“ um 1.037 fl an Georg Pfuhler, der sich am 29. Oktober 1695 mit Ursula, der Tochter Abertshausers, verheiratete. Pfuhler war bis mindestens 1732 Besitzer. Simon Baumann wurde zwischen 1763 und 1773 als Rößlewirt genannt. 1784 war sein Schwiegersohn Franz Christian Dercum Rößlewirt; 1790 Johannes Vopper, 1793 Karl Kneer, der zweite Mann der Ursula Vopper. 1806 ging das Rößle durch Kauf an Joseph Weinbuch über. 1819 war Xaver Bund Besitzer, danach bis 1831 Adam Knupfer, 1832 Carl Menz, 1847 Johannes Bumiller, vor 1869 bis 1881 Bernhardt Straub und seine Witwe, 1881 bis nach 1893 Alphons Mantz, 1926 Willi Mantz, danach Anton Mantz.
Das Gebäude steht unter Denkmalschutz und wurde in die Liste der Schelklinger Baudenkmale eingetragen.

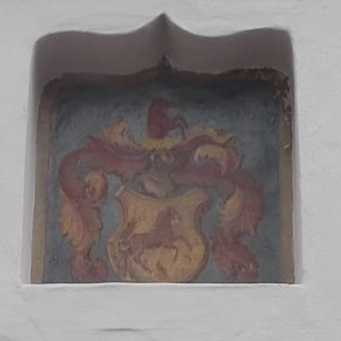
Wappen der Renner von Allmendingen links über dem Portal
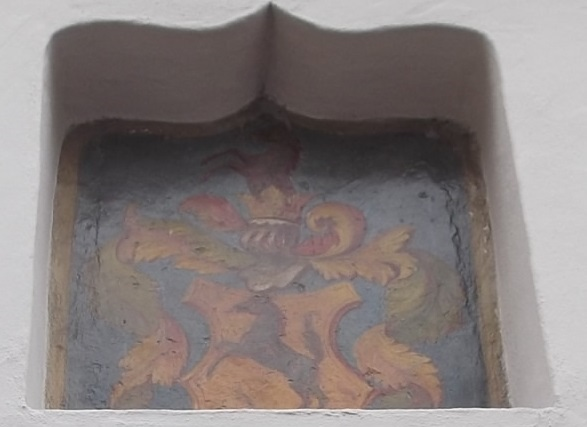
Wappen der Renner von Allmendingen rechts über dem Portal
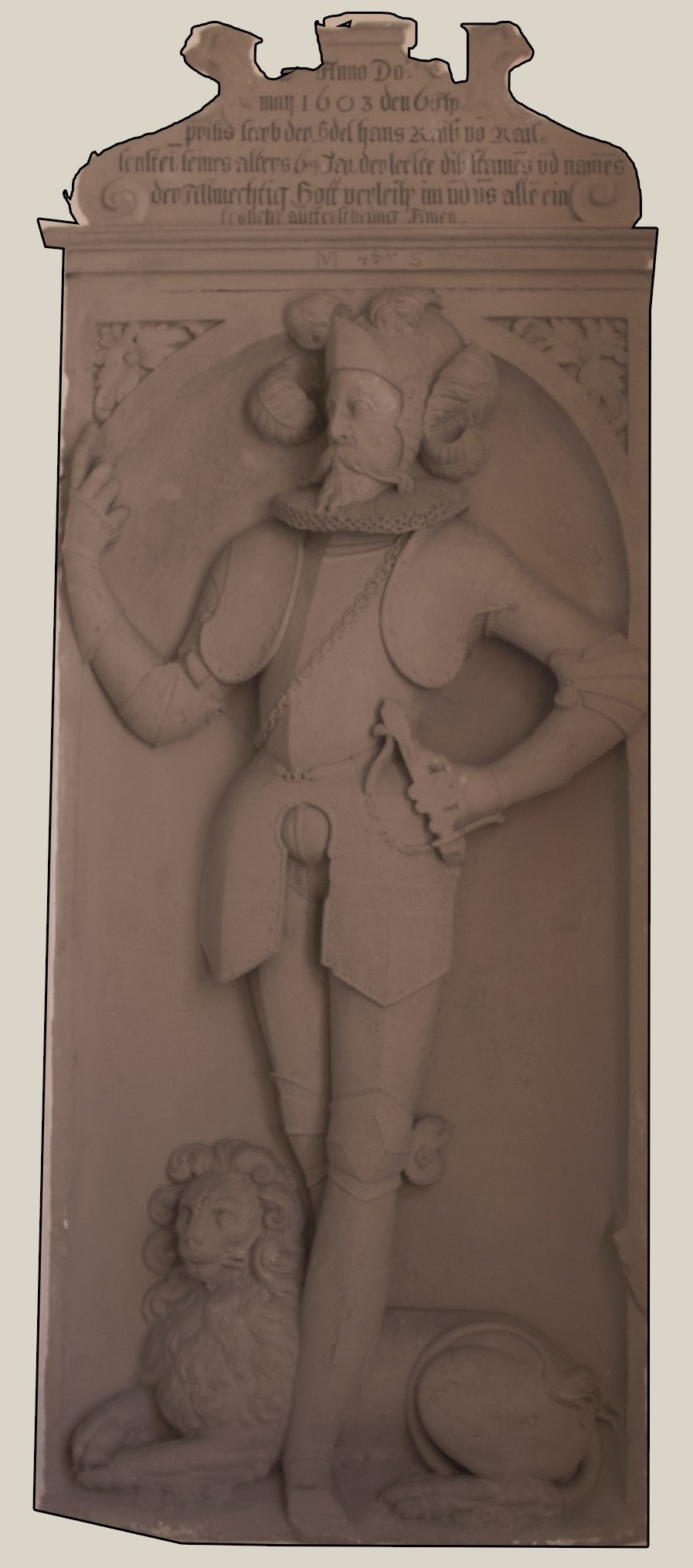
Hans Reuß von Reußenstein, * 1539, † Schelklingen 6. April 1603 als der letzte seines Namens
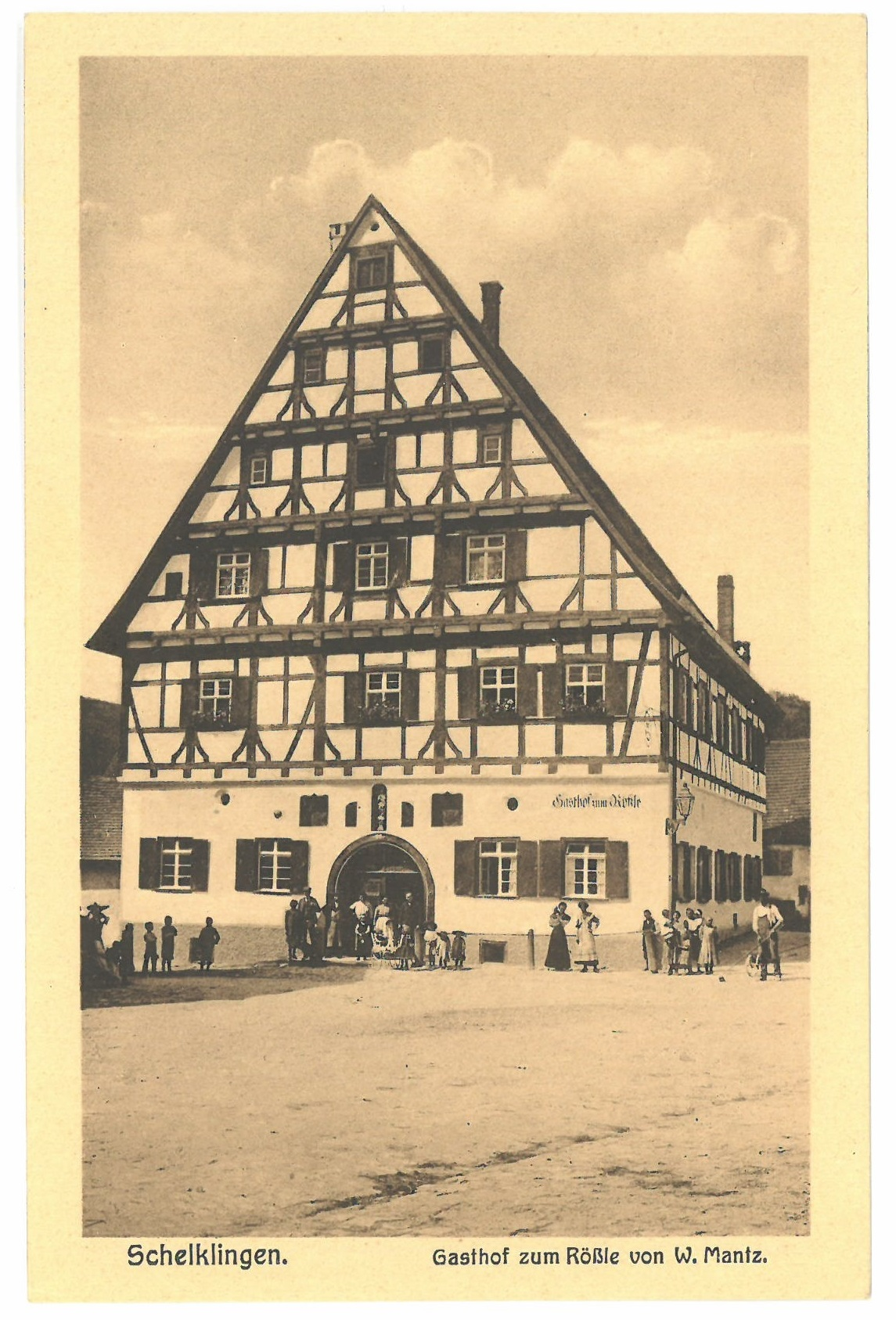
Gasthof zum Rößle um 1920